# Ryan XV-5
Die Ryan XV-5 ist ein strahlgetriebenes V/STOL-Flugzeug des US-amerikanischen Herstellers Ryan aus den 1960er Jahren. Bis 1962 bezeichnete die US Army den Entwurf als VZ-11.

## Geschichte

### Entwicklung des Lift-Fan-Konzepts
General Electric (GE) und Ryan begannen, neben anderen Herstellern Mitte der 1950er Jahre mit Studien zu gasgetriebenen Fan-in-Wing-Systemen. Auch die USAF führte 1956 entsprechende Studien durch, aber erst 1957 konnte mit Mitteln des US Army Transportation Research Command (TRECOM) zum ersten Mal auch eine praktische Umsetzung angegangen werden. Zu dieser Zeit hatte GE in seinem Hauptwerk in Evendale nahe Cincinnati mit Tests an verkleinerten Modellsystemen begonnen, um die beste Form der Gebläse-Einlaufspirale, die das Gas zu den Schaufelspitzen leitet, zu finden. GE wählte als Ergebnis der Versuche schließlich einen Fan mit einem Durchmesser von 5 Fuß und verband ihn mit einem J85-Triebwerk. Später folgte erst ein kleines Buggebläse und dann ein zweites Gebläse mit Triebwerk. Jedes Triebwerk konnte über entsprechende Strahlverteiler jedes Gebläse anströmen, so dass im Fall des Ausfalls eines Triebwerks, das verbleibende noch alle drei Gebläse antreiben und etwa 60 % der maximalen Auftriebskraft erzeugen konnte. Die Leistung eines Triebwerks wäre jedoch nicht ausreichend gewesen eine harte Landung zu verhindern. Die Versuche liefen über 340 Betriebsstunden.
Auch Ryan erhielt 1957 einen Auftrag der USAF zur Erstellung einer „Ingenieurstudie“ zu den Möglichkeiten des Einsatzes des Lift-Fan-Antriebssystems in unterschiedlichen Flugzeugauslegungen. Untersucht wurden neben einem Überschalljagdflugzeug auch Transportflugzeuge mit einem Fluggewicht zwischen 15.000 und 55.000 kg. Nach Abschluss der Studie legte die USAF diese jedoch zu den Akten und wandte sich stattdessen dem TFX-Programm zu.
GE diskutierte die Anwendung seines als X353 bezeichneten Fansystems mit einer Reihe von Flugzeugherstellern. Die meisten sahen für ihre Vorschläge ein Tragflächengebläse mit 5 ft. Durchmesser (X353-5) vor.
Eines der vorgelegten Konzepte war die Republic AP-100 mit einer Auslegung wie die spätere F-15. Das taktische Kampfflugzeug sollte insgesamt sechs J85-Triebwerke und drei X353-5-Fans verwenden. Im Horizontalflug war eine Höchstgeschwindigkeit von Mach 2 geplant. Mit den damaligen technologischen Möglichkeiten war dieses Ziel jedoch nicht direkt erreichbar. Deshalb sollte zuerst ein einfaches Versuchsflugzeug zur Systemerprobung gebaut werden.

### Bau der XV-5A
General Electric und Ryan beteiligten sich an der US-Army-Ausschreibung für ein VTOL-Überwachungsflugzeug und traten gegen die Lockheed XV-4 (Lockheed Model 330) und  Hawker Kestrel (XV-6A) an.
Im November 1961 gewann General Electric den Wettbewerb, in dem es um die Konstruktion, Bau und Erprobung des US Army Lift-Fan-Versuchsflugzeugs XV-5A ging. Ryan war bei diesem Auftrag des TRECOM als Unterauftragnehmer vorgesehen. Republic Aviation sollte bei der Flugerprobung beteiligt werden, die NASA stellte ihren Windkanal und die USAF die J85-Triebwerke und Strahlablenker (diverter valves) zur Verfügung.
Am 15. November 1961 schloss GE mit der US Army einen Vertrag zur Lieferung von zwei VZ-11 V/STOL-Versuchsflugzeugen ab. Da GE keine Flugzeuge herstellte, wurde Ryan hiermit beauftragt, wobei Republic Unterstützung bei der Flugerprobung leisten sollte. Die NASA war eingeplant für Windkanaluntersuchungen am Langley Research Center in Virginia und am Ames Research Center in Kalifornien.
Die erste XV-5A (1962 erfolgte eine allgemeine Umbenennung der Flugzeuge der US-Streitkräfte in einem einheitlichen System) hatte ihren Roll-out am 26. Februar 1964. Die Maschine trug die USAF-Seriennummer 62-4505. Den ersten konventionellen Flug führte Lou Everett am 26. Mai 1964 auf der Edwards AFB durch, gefolgt vom ersten Schwebeflug am 16. Juli 1964 und der ersten Transition vom Horizontal- in den Schwebeflug am 6. November des gleichen Jahres. Im Januar 1965 akzeptierten die US Army Aviation Materiel Laboratories in Fort Eustis die beiden Maschinen.

### Erprobung
Beim Abschluss der Erprobungsphase I erreichte man Geschwindigkeiten bis zu 525 mph in 8000 ft. und im Fan-unterstützten Modus bis zu 103 mph. Im Februar 1965 begann die Testphase II, wobei am 27. April 1965 während der ersten öffentlichen Demonstration der XV-5 eine versehentliche Abschaltung des Gebläsebetriebs in niedriger Höhe bei geringer Geschwindigkeit vom Piloten vorgenommen wurde. Der Pilot Everett konnte zwar noch den Schleudersitz betätigen, überlebte aber den Absturz nicht. Das Flugzeug wurde vollständig zerstört.
Mit der verbleibenden Maschine wurden danach auch erstmals Simulationen militärischer Einsätze geflogen. Nach einer anschließenden viermonatigen Umbauphase war es erstmals möglich mit einem Jettriebwerk das Gebläse anzutreiben und das andere Triebwerk gleichzeitig nur mit Horizontalschub zu nutzen. Im Oktober 1966 begannen erste Versuche die XV-5 im Bereich der SER (Strike Escort Rescue), heute meistens als Combat Search and Rescue bezeichnet, einzusetzen. Bei einer Übung verfing sich das Rettungsseil in einem Gebläse, das stark gebremst wurde, wonach die Maschine hart auf dem Boden aufschlug. Der wahrscheinlich unabsichtlich ausgelöste Ausschuss des nicht mit Zero-Zero-Fähigkeiten ausgestatteten Schleudersitzes führte zum Tod des Piloten.
Das Flugzeug konnte jedoch repariert werden und wurde im März 1967 als XV-5B der NASA übergeben. Im Mai folgte ein kompletter Umbau, wobei eine neue Tragfläche mit verändertem Profil, größerer Fläche und geringerem Widerstand, sowie eine effizientere Fan-Installation eingebaut wurde. Daneben ersetzte man das bis dahin verwendete Einziehfahrwerk durch eine feste Ausführung mit wesentlich breiter Spurweite, außerdem wich die bisherige Farbgebung in Army-Olivgrün dem weißen NASA Standardanstrich. Erste Schwebeversuche führte die NASA im August 1968 im Ames Research Center durch. Flugversuche wurden bis 1974 durchgeführt.
Zusammenfassend ist zu sagen, dass der Übergang vom Schweben zum Fliegen schwierig und plötzlich war. Das Auftriebsbläsersystem war zu schwer und nahm zu viel internes Volumen in Anspruch, sodass dieses Konzept nicht weiter verfolgt wurde.
Der XV-5 war eines der letzten Flugzeuge, das von Ryan entwickelt wurde.

## Konstruktion

### Technisch-Physikalischer Hintergrund
Den Einsatz von Strahltriebwerken als Hubtriebwerke schränken ein hoher Kerosinverbrauch und große Geräuschentwicklung stark ein. GE plante ein System, das statt des schnellen, heißen Abgasstrahls eines Strahltriebwerks, einen vielfach größeren aber langsameren und kalten Massenstrom zum Vertikalstart und zur -landung erzeugt. Damit wäre sowohl die Geräuschentwicklung als auch der Treibstoffverbrauch deutlich verringert. Bei einer vorgegebenen Auftriebskraft wäre damit gegenüber einem Jetantrieb der Einbau eines kleineren Triebwerks möglich.
Vergleichbar ist das Lift-Fan-Konzept mit den seit den 1970er Jahren entwickelten Turbofan Triebwerken, die ebenfalls einen Teil ihrer Leistung abzweigen, um über ein vorgeschaltetes Gebläse einen großen Massenstrom erzeugen und so den effektiven Schub des Triebwerks stark erhöhen. GE verwendete stattdessen zum Antrieb des Gebläses den Abgasstrahl und führte diesen über die Gebläseschaufelspitzen und versetzte diese mit einer maximalen Drehzahl von 2649 min−1 in Rotation.
Ein mit diesem System ausgestattetes militärisches VTOL-Flugzeug sollte also in der Lage sein, als Rettungsflugzeug für abgestürzte Besatzungen zu fungieren, ohne die aufzunehmenden Personen durch einen heißen Abgasstrahl zu gefährden und danach mit hoher Geschwindigkeit das feindliche Gebiet zu verlassen. Auch für weitere militärische Anwendungen, wie Luftnahunterstützung und Aufklärung bis zum Mach-2-Geschwindigkeitsbereich schien das Konzept sehr gut geeignet.

### Technik des Lift-Fan-Konzepts
Das Auftriebssystem setzt sich zusammen aus den Einzelkomponenten Turbojet, Strahlablenker, Düsenauslass, Einlaufspirale für die Gebläse (scroll) bewegliche Gebläseeinlassklappen und verstellbare Auslassleitbleche, ähnlich einer Jalousie. Das eigentliche Gebläse besitzt 36 lange Schaufelblätter, die am Rand miteinander mit einem Ring verbunden sind. Dieser Ring trägt schließlich am äußeren Rand die eigentlichen 324 Turbinenblätter. Die Flügelgebläse hatten einen Durchmesser von 1,93 m und waren für den Hauptauftrieb (Luftdurchsatz von 242 kg/s) sowie für die Roll- und Giersteuerung verantwortlich, was durch bewegliche Auslassklappen an der Unterseite realisiert wurde. Das dritte (vordere) Hubgebläse (0,9 m) befand sich vor dem Cockpit und war hauptsächlich für die Nicksteuerung (Pitchcontrol) zuständig.
Im Schwebeflug lenkt der Strahlablenker den Düsenabgasstrahl über die Turbinenblätter. Die Einlassklappen des Gebläses sind dabei geöffnet und die Auslassleitbleche stehen senkrecht. Während des Transitionsvorgangs lenken die Auslassbleche den Gebläsestrahl nach hinten und generieren dabei sowohl vertikalen Auftrieb als auch horizontalen Vortrieb. Sobald die Stallgeschwindigkeit überschritten ist, wird der Strahlablenker geschlossen und der Abgasstrahl des Turbojettriebwerks verlässt das Flugzeug über den Düsenauslass. Die Einlassklappen des Gebläses werden anschließend geschlossen und das Flugzeug fliegt bis zur Landung wie ein konventionelles Strahlflugzeug, wonach die gesamte Sequenz in umgedrehter Reihenfolge abläuft. Die Steuerung des Systems selbst erfolgte mit einer konventionellen Steuerung mit Knüppel und Pedalen und einem zusätzlichen Auftriebsstellhebel ähnlich dem eines Hubschraubers.
Jeder Fan generierte als Auftriebskraft etwa den dreifachen Schub des Gaserzeugers. Die beiden J85 lieferten zusammen einen Schub von 5316 lbf durch die Gaserzeuger, während die beiden Lift-fans in den Tragflächen einen Auftrieb von 14.500 lbf und der Fan im Rumpfbug 2500 lbf erzeugten, so dass für ein Flugzeug mit einem angestrebten Gesamtgewicht von 9200 lbf ein sicherer Schwebeflug möglich sein sollte. Die durch zwei Klappen verschließbare Hubgebläse in jeder Tragfläche wurden als X353-A und das Hubgebläse in der Flugzeugnase als X376 bezeichnet.

### Flugzeugzelle
Die XV-5 besaß ein Zweimanncockpit mit nebeneinander angeordneten Schleudersitzen und war als Mitteldecker mit T-Leitwerk ausgelegt. Der Rumpf, auf dessen Rücken sich der Lufteinlass befand, bestand aus einer einfachen Struktur mit Spanten und Gitterrohrträgern. Die geforderten Leistungsdaten waren ähnlich denen der Douglas A-4 Skyhawk.

## Technische Daten
| Kenngröße             | Daten |
| --------------------- | --- |
| Besatzung             | 2 |
| Länge                 | 13,56 m |
| Spannweite            | 9,09 m |
| Durchmesser Frontfan  | 0,9 m |
| Durchmesser Flügelfan | 1,93 m |
| Höhe                  | 4,50 m |
| Leermasse             | 3175 kg |
| max. Startmasse       | 5663 kg |
| Höchstgeschwindigkeit | 845 km/h |
| Triebwerke            | 2 × J85-GE-5-Turbojets mit je 11,47 kN Schub im Flug und je 33,02 kN im Schwebeflug (Bezeichnung des Gebläsesystems für den Senkrechtflug: X535-5) |

## Verbleib
Die Ryan XV-5B ist im Besitz des United States Army Aviation Museum in Fort Rucker, Ozark (Alabama).